# Spilotragoides griseomaculatus
Spilotragoides griseomaculatus – gatunek chrząszcza z rodziny kózkowatych i podrodziny zgrzypikowych. Jedyny przedstawiciel rodzaju Spilotragoides.

## Zasięg występowania
Afryka Południowa, występuje w Angoli.